# Angus Lennie
Angus Wilson Lennie (Glasgow, 18 de abril de 1930 – Londres, 14 de septiembre de 2014) fue un actor de cine y de teatro británico con una carrera de más de 50 años. Entre sus numerosas interpretaciones incluyen el personaje de Archibald Ives en The Great Escape y el de Shughie McFee en la serie de televisión Crossroads.

## Biografía
Lennie empezó su afición a la interpretación en la 94th Glasgow (1st Shettleston) Company de la Boys' Brigade de Glasgow. Su carrera profesional empezó a la edad de los 14 años mientras trabajaba como aprendiz de un corredor de bolsa. Apareció en actos de danza y canciones en el Glasgow Metropole. Después de probar brevemente la comedia en vivo en el circuito de variedades y de hacer el servicio militar, tomó un puesto de aprendiz en la  Perth Repertory Company con veinte años y continuó trabajando con empresas de repertorio en Oxford y Birmingham.
Su primera interpretación en el cine fue Whisky y gloria (1960) A partir de aquí, estableció una gran carrera como actor de reparto, casi siempre haciendo el papel de escocés tales como La gran evasión (1963), Escuadrón 633 (1964) o Oh! What a Lovely War (1969). También destacó en comedias como Petticoat Pirates (1961), Operation Snatch (1962), Se nos ha perdido un dinosaurio (1975) o The Zany Adventures of Robin Hood (1984). También tuvo una gran trayectoria en la televisión británica destacando su larga emporada como el cocinero Shughie McFee en la soap opera Crossroads entre 1974 y 1981. 
Lennie falleció el 14 de septiembre September 2014 en Acton a los 85 años.

## Filmografía
| Año  | Título en España                | Título original                 | Director             |
| ---- | ------------------------------- | ------------------------------- | -------------------- |
| 1960 | Whisky y gloria                 | Tunes of Glory                  | Ronald Neame         |
| 1961 | Petticoat Pirates               | Petticoat Pirates               | David MacDonald      |
| 1962 | Operation Snatch                | Operation Snatch                | Robert Day           |
| 1963 | Hotel Internacional             | The V.I.P.s                     | Anthony Asquith      |
| 1963 | La gran evasión                 | The Great Escape                | John Sturges         |
| 1964 | Escuadrón 633                   | 633 Squadron                    | Walter Grauman       |
| 1969 | ¡Oh, qué guerra tan bonita!     | Oh! What a Lovely War           | Richard Attenborough |
| 1975 | Se nos ha perdido un dinosaurio | One of Our Dinosaurs Is Missing | Robert Stevenson     |